# Morte per appuntamento
Morte per appuntamento (titolo originale Instead of Evidence), pubblicato in Italia anche con il titolo Omicidio al martedì, è una novella gialla del 1946 di Rex Stout, il settimo con Nero Wolfe protagonista.

## Trama
Eugene Poor sospetta che il proprio socio in affari voglia ucciderlo ed ingaggia Nero Wolfe perché indaghi qualora gli accada qualcosa. Poche ore dopo, Poor muore per lo scoppio di una carica esplosiva nascosta in uno dei suoi sigari. Il socio è l'indiziato numero uno, ma anche la vedova e alcuni dipendenti della Blaney & Poor sono tra i possibili sospetti.

## Personaggi principali
- Nero Wolfe: investigatore privato
- Archie Goodwin: assistente di Nero Wolfe e narratore di tutte le storie
- Fritz Brenner: cuoco e maggiordomo
- Theodore Horstmann: giardiniere di Nero Wolfe
- Saul Panzer: investigatore privato
- Conroy Blaney ed Eugene R. Poor: della Ditta Blaney & Poor
- Martha Poor: moglie di Eugene
- Helen Vardis: impiegata alla Blaney & Poor
- Joe Groll: capo-operaio della Blaney & Poor
- Arthur Howell: della Becker Products
- Cramer: ispettore della Squadra Omicidi
- Purley Stebbins: sergente della Squadra Omicidi
- Rowcliff: tenente della Squadra Omicidi
- Fraser: procuratore distrettuale della Contea di Westchester

## Critica
"Instead of Evidence apparve nel numero di maggio 1946 di The American Magazine con il titolo di Murder on Tuesday. Una coppia sposata incontra Wolfe per discutere del loro timore che il socio in affari del marito abbia intenzione di ucciderlo per ottenere il completo controllo della loro compagnia che fabbrica giocattoli e scherzi. Un omicidio viene commesso. Saul Panzer fa un lavoro investigativo di prim'ordine e Wolfe porta l'omicida davanti alla giustizia in modo raccapricciante. Qui abbiamo una solida trama in stile John Dickson Carr, numerosi episodi umoristici e una scena alla Falcone Maltese per Archie. Il lettore perspicace potrebbe forse risolvere il mistero, ma la correttezza degli indizi verrebbe aiutata se i risultati del lavoro di Panzer venissero rivelati al lettore nello stesso momento in cui Wolfe ne viene informato. [...] Pubblicato per la prima volta in formato libro nel 1949 nella raccolta Trouble in Triplicate."

## Edizioni
- Rex Stout, Nero Wolfe: prima di morire, traduzione di Hilia Brinis, collana I Classici del Giallo Mondadori (n. 876), Arnoldo Mondadori Editore, 2000,  p. 251, ISSN 0009-8426.